# Mitchellville (Iowa)
Mitchellville is een plaats (city) in de Amerikaanse staat Iowa, en valt bestuurlijk gezien onder Jasper County en Polk County.

## Demografie
Bij de volkstelling in 2000 werd het aantal inwoners vastgesteld op 1715. In 2006 is het aantal inwoners door het United States Census Bureau geschat op 2082, een stijging van 367 (21,4%).

## Geografie
Volgens het United States Census Bureau beslaat de plaats een oppervlakte van 6,0 km², geheel bestaande uit land. Mitchellville ligt op ongeveer 265 m boven zeeniveau.

## Plaatsen in de nabije omgeving
De onderstaande figuur toont nabijgelegen plaatsen in een straal van 16 km rond Mitchellville.